# Вулиці Миргорода
Нижче наведено список вулиць міста Миргород Полтавської області.

### 0 —————
- 1-й робітничій провулок

- 8 Березня вулиця
- 8 Березня провулок

### А —————
- Авангардна вулиця
- Анатолія Карбана вулиця
- Андрія Рубана вулиця
- Антонова вулиця
- Афанасія Сластьона вулиця

### Б —————
- Багачанська вулиця
- Багачанський провулок
- Байрацька вулиця
- Берегова вулиця
- Березова вулиця
- Бережанська вулиця
- Богдана Хмельницького вулиця
- Богдана Хмельницького провулок
- Болотна вулиця
- Боровиковського вулиця
- Боровиковського провулок
- Братів Коваленків вулиця
- Будівельний провулок

### В —————
- Василя Вітоша вулиця
- Василя Древаля провулок
- Василя Лазаренка вулиця
- Ведмедівка вулиця
- Вербова вулиця
- Весняна вулиця
- Визволителів вулиця
- Висоцького вулиця
- Вокзальна вулиця
- Вокзальний провулок
- Володимира Кабачка вулиця
- Воскресінська вулиця

### Г —————
- Гагаріна вулиця
- Галушкинський провулок
- Гаряжинська вулиця
- Героїв України вулиця
- Гоголя вулиця
- Гоголя провулок
- Грекова вулиця
- Гончарний провулок
- Гурамішвілі вулиця
- Гурамішвілі провулок

### Д —————
- Данила Апостола вулиця
- Декабристів вулиця
- Довге Озеро вулиця
- Дружби вулиця
- Дібрівська вулиця

### Е —————
- Енергетиків вулиця

### Є —————
- Єрківська вулиця

### З —————
- Загородня вулиця
- Загородній провулок

- Заливна вулиця
- Заливний провулок
- Затишна вулиця
- Залізнична вулиця
- Заозерна вулиця
- Зелена вулиця
- Зоряна вулиця
- Зоріна вулиця
- Зубковського вулиця
- Зубковського провулок
- Зінчаші вулиця
- Зіркова вулиця

### І —————
- Івана Білика вулиця
- Івана Зуєнка вулиця
- Івана Українця вулиця
- Івана Українця провулок
- Іоанна Богослова вулиця

### К —————
- Калинова вулиця

- Капніста вулиця
- Кашинського вулиця
- Каштанова вулиця
- Київська вулиця
- Кобзаря вулиця
- Ковтуна вулиця
- Козацька вулиця
- Комишнянська вулиця
- Кооперативна вулиця
- Королівщина вулиця
- Корольова вулиця
- Корсунського вулиця
- Костянтина Марусиченка вулиця
- Космонавтів вулиця
- Космонавтів провулок
- Котляревського вулиця
- Краснопільська вулиця
- Кринична вулиця
- Кричевського вулиця
- Ксьондза вулиця
- Курортна вулиця

### Л —————
- Ламана вулиця
- Ламаний провулок
- Леваневского вулиця
- Лесі Українки вулиця
- Личанська вулиця
- Ломиновського вулиця
- Лікарняна вулиця
- Лісна вулиця
- Лугова вулиця
- Луговий провулок

### М —————
- Магістральна вулиця

- Малоліщанська вулиця

- Матвія Гладкого вулиця
- Матвія Гладкого провулок
- Мельченка вулиця
- Микиші провулок
- Миколи Корсуна вулиця
- Миколи Філянського вулиця
- Миргородська вулиця
- Миргородських дивізій вулиця
- Миру вулиця
- Михайла Семенка вулиця
- Міжболотна вулиця
- Мінзаводська вулиця
- Мінзаводський провулок
- Мініна вулиця
- Мічуріна вулиця
- Міщенка вулиця
- Молодіжна вулиця
- Мрії вулиця

### Н —————
- Наріжного провулок
- Нафтовиків вулиця
- Нафтовиків провулок
- Нафтомістечко вулиця
- Незалежності вулиця
- Нероновича вулиця
- Нова вулиця
- Новоберегова вулиця
- Новобереговий провулок
- Новобережанська вулиця
- Нововоскресінська вулиця

### О —————
- Озерна вулиця
- Озерний провулок
- Олександра Оксанченка вулиця
- Олександра Шуби вулиця
- Осипенка вулиця

### П —————
- Панаса Мирного вулиця
- Перемоги вулиця
- Петрівська вулиця
- Південна вулиця
- Полтавська вулиця
- Польова вулиця
- Попівська вулиця
- Попівський провулок
- Почапці вулиця
- Прирічна вулиця
- Промислова вулиця
- Прорізна вулиця
- Пушкіна вулиця

### Р —————
- Раскової вулиця
- Рибальська вулиця
- Робітнича вулиця
- Рубана вулиця

### С —————
- Самійленка вулиця

- Свидницького вулиця
- Світла вулиця
- Складська вулиця
- Скляра провулок
- Слави вулиця
- Сорочинська вулиця
- Сотенний провулок
- Спортивна вулиця
- Стаднянська вулиця
- Старосвітська вулиця
- Степана Васильченка вулиця
- Степана Чобану вулиця

### Т —————
- Тараса Бульби провулок

- Тичини вулиця
- Тичини провулок
- Ткацька вулиця
- Ткацький провулок
- Тополина вулиця
- Троїцька вулиця
- Тупий провулок

### У —————
- Українська вулиця

### Ф —————
- Фестивальна вулиця

### Х —————
- Харківка вулиця
- Харчовиків вулиця
- Хорольська вулиця
- Хорольський провулок

### Ч —————
- Чехова вулиця

### Ш —————
- Шевченка вулиця
- Шишацька вулиця
- Шкільна вулиця
- Шляхова вулиця
- Шляховиків вулиця
- Шовкопрядна вулиця

### Ю —————
- Ювілейна вулиця

### Я —————
- Якова Усика вулиця
- Якова Остряниці вулиця
- Ярослава Мудрого вулиця

(Вулиці та провулки станом на жовтень 2024 р.)